# Archipel du Bohuslän
 (juin 2025).
Si vous disposez d'ouvrages ou d'articles de référence ou si vous connaissez des sites web de qualité traitant du thème abordé ici, merci de compléter l'article en donnant les références utiles à sa vérifiabilité et en les liant à la section « Notes et références ».
Pour les articles homonymes, voir Bohuslän (homonymie).
L’archipel de Bohuslän (en suédois Bohusläns skärgård) est un vaste archipel situé sur la côte ouest de la Suède, dans la province historique de Bohuslän. Il fait partie de la mer du Nord et est reconnu pour son riche patrimoine naturel, géologique et culturel.

## Présentation
L’archipel de Bohuslän s’étend sur environ 250 kilomètres le long de la côte ouest suédoise, de la ville de Strömstad au nord jusqu’à Göteborg au sud. Il compte plus de 8 000 îles et îlots, la plupart étant granitiques, résultat d’un relief sculpté par les glaciers lors de la dernière période glaciaire.
Les paysages de l’archipel mêlent rochers granitiques lisses, forêts de pins, plages de sable et petits ports de pêche. L’archipel est une destination prisée pour la voile, la pêche et le tourisme estival.
Les îles les plus grandes et habitées comprennent notamment Orust, la troisième plus grande île de Suède, Tjörn, Käringön, et Marstrand, célèbre pour son fort historique et ses régates.

## Géographie

### Îles principales
- Orust
- Tjörn
- Käringön
- Marstrand
- Vrångö
- Dyrön
- Rörö
- Björkö[3]

### Localités importantes
- Uddevalla
- Strömstad
- Marstrand
- Lysekil
- Kungälv

## Réserves naturelles
L’archipel comporte plusieurs réserves naturelles protégées, qui préservent la faune et la flore locales, ainsi que le paysage maritime. Parmi les plus connues :
- Réserve naturelle de Käringön
- Réserve naturelle de Dyrön
- Réserve naturelle de Vrångö
- Réserve naturelle de Marstrand

## Culture et patrimoine
L’archipel de Bohuslän a inspiré de nombreux artistes, notamment dans la peinture et la littérature. La région est également riche d’un patrimoine historique important avec des vestiges datant de l’Âge de pierre, des forts médiévaux et des maisons de pêcheurs traditionnelles.

## Sport et loisirs
Le littoral et les îles de Bohuslän sont très populaires pour la voile, la plongée sous-marine, la pêche sportive et la randonnée. Plusieurs événements nautiques internationaux s’y déroulent, notamment des régates à Marstrand.